# Rhododendron delavayi
Rhododendron delavayi är en ljungväxtart som beskrevs av Adrien René Franchet. Rhododendron delavayi ingår i släktet rododendron, och familjen ljungväxter.

## Underarter
Arten delas in i följande underarter:
- R. d. adenostylum
- R. d. peramoenum
- R. d. pilostylum

## Bildgalleri

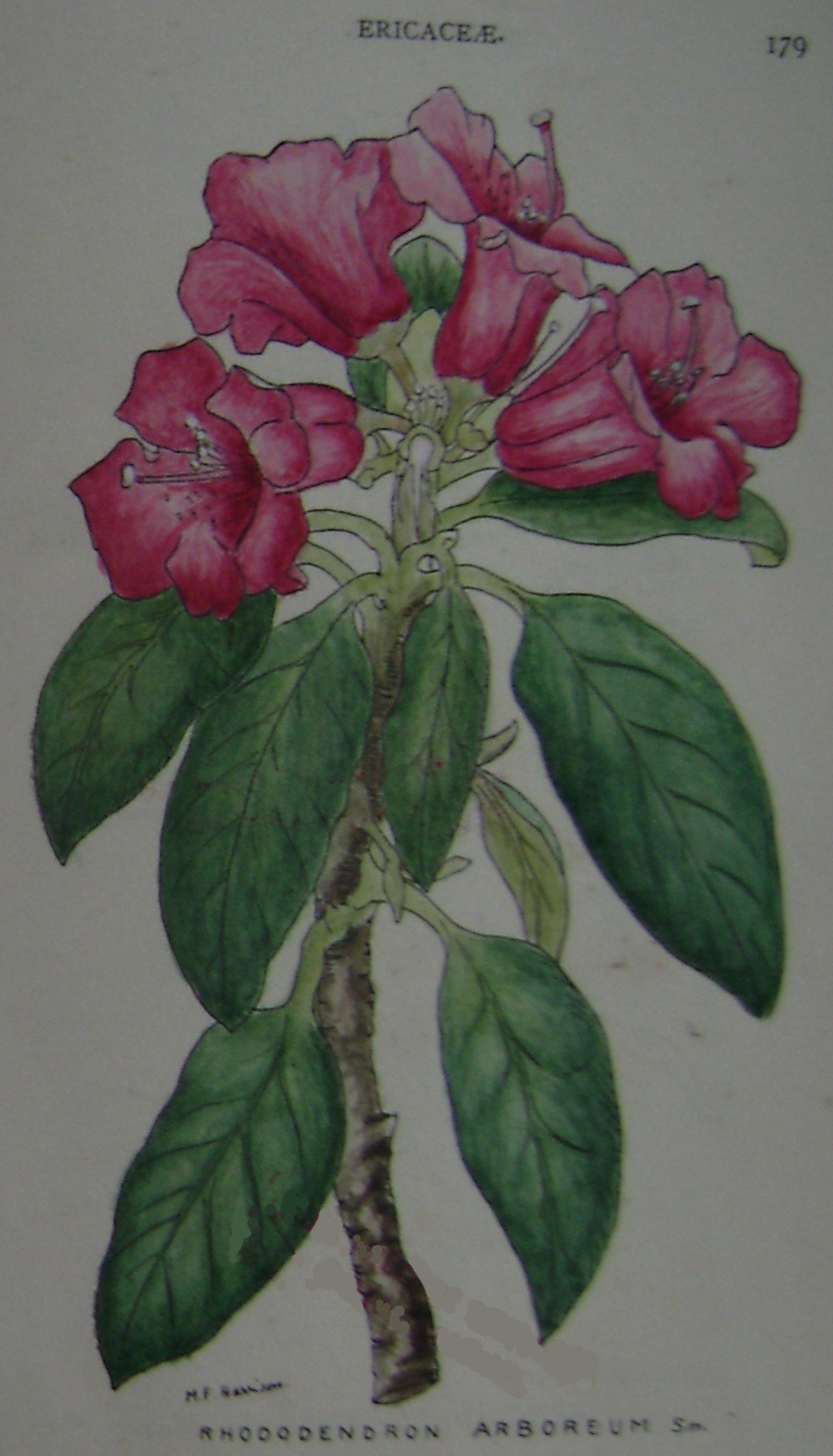
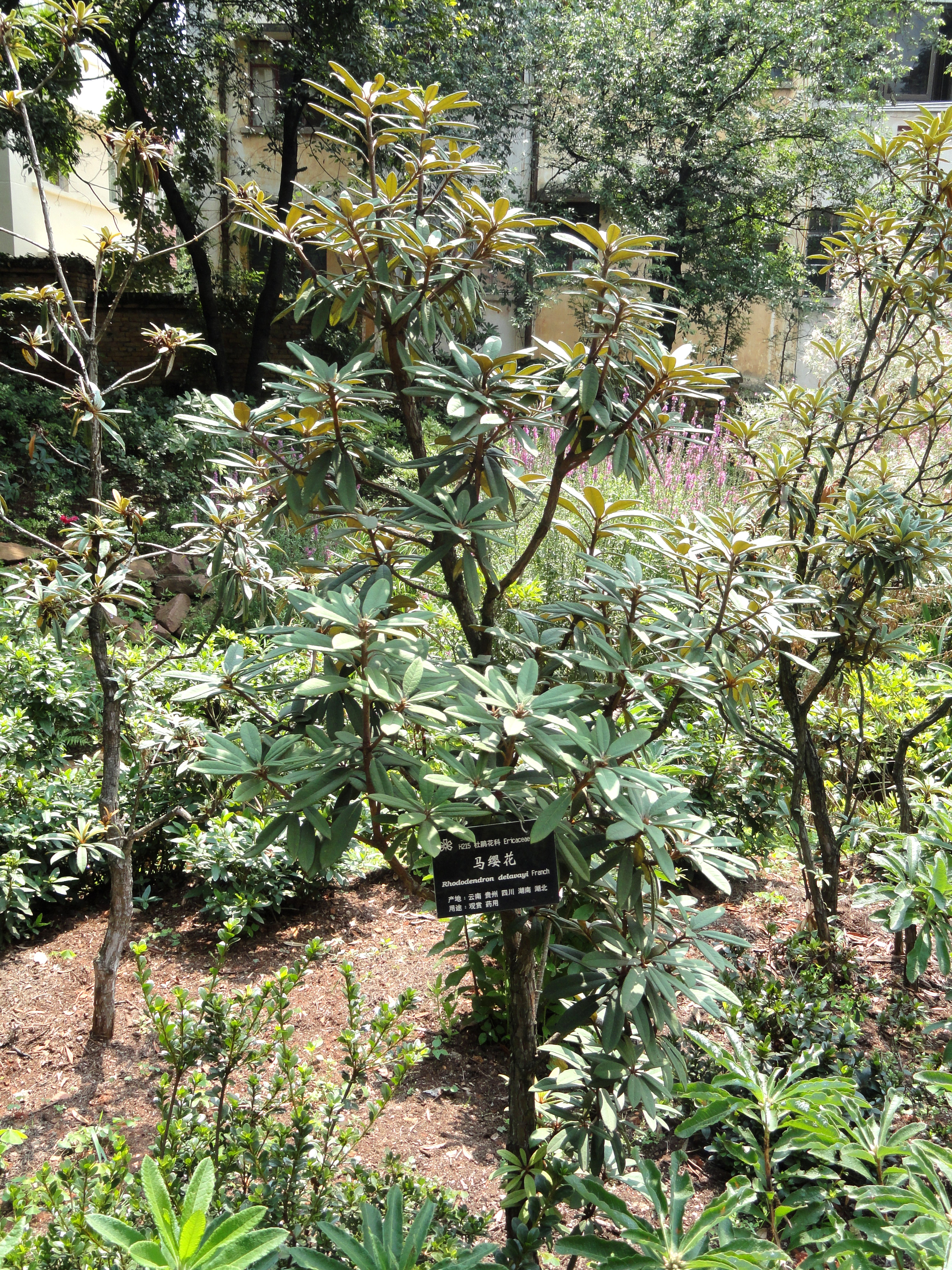
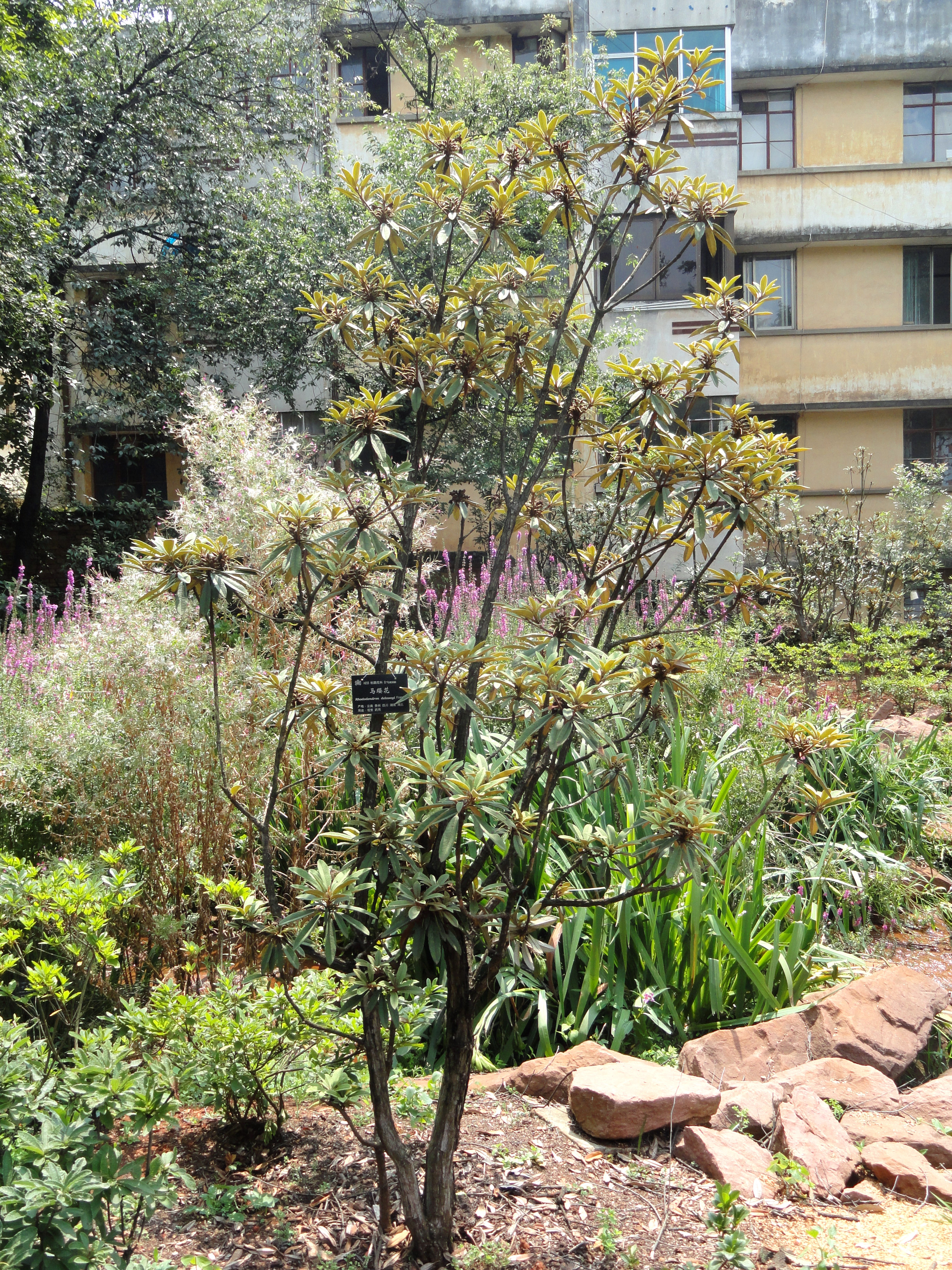
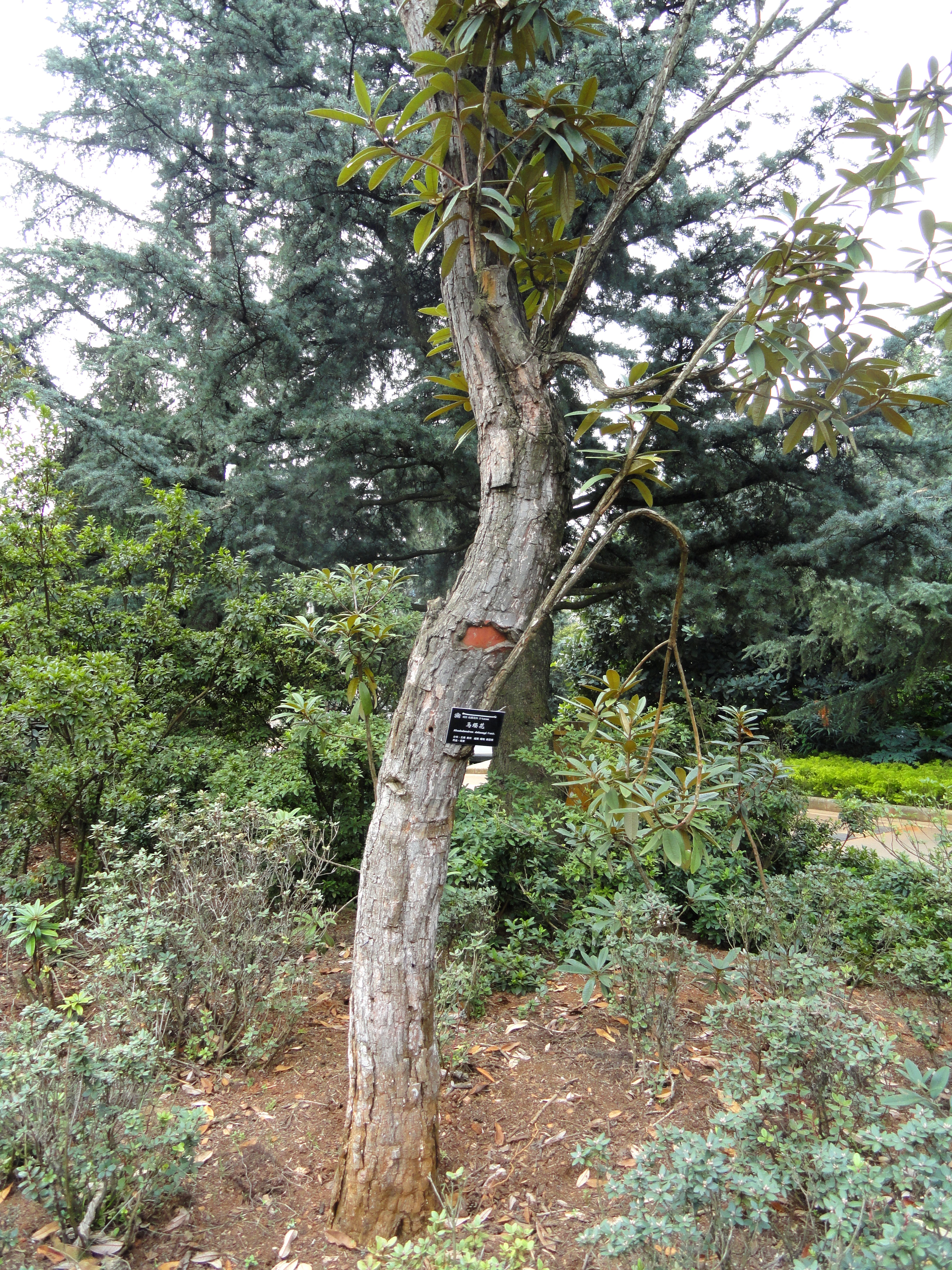